# متلازمة بلوم
متلازمة بلوم (بالإنجليزية: Bloom syndrome)‏ ، هيَّ مرض وراثي نادر سَببه اضطراب شَديد في إِعادة ترتيب الكرموسومات في الشَخص المُتأثر.

## الأسباب
يُعتبر السبب المباشر هو اضطراب جيني في كُروموسوم 15 q 26.1. ، وَهُناك أَسباب أٌخرى، مِثل: اضطراب في الكروموسوم 7 ، عَيب أَيضي أَساسي، انخفاض في عَدد جزيئات البروتين ، لكن بالأحرى إلى تغليف ATP والنشاط hydrolytic للإنزيم. DNA ligase أنا وألفا DNA polymerase الإنزيمات التي تشتغل أثناء جواب DNA؛ DNA ligase الثّاني وعمل بيتا DNA polymerase أثناء تصليح ال DNA

## الأعراض
تظهر أعراض المصاب كالتالي:
- قصر في القامة عن الطول الطبيعي.
- صغر في الفك السفلي
- ضيق في الوجه.
- وطفح جلدي يظهر تحديدا على الوجه.
- بروز في الأنف والأذنين.
- نقص في المناعة المعتدلة التي تؤدي بدورها إلى الالتهاب الرئوي والتهابات الأذن والفشل في إنتاج الحيوانات المنوية عند الذكور.
- وقف الحيض في وقت سابق لأوانه عند الإناث (قبل سن اليأس)، في بعض الاحيان الإصابة بداء السكري وقلة من المصابين يصابون بالتخلف العقلي والسرطانات.
- صعوبات في تعلم، مرض السكري، مشاكل رئة مزمنة، ونقص منيع الذي يؤدّي إلى ذات الرئة المتكرّر وإصابات الأذن. رجال بمتلازمة بلوم عموما لا ينتجون حيمن، وكنتيجة، غير قادر على أبّ أطفال.
- تواجه النساء بفوضى سن اليأس عموما في وقت سابق من أكثر.

## التظاهرات السريرية
يعد حجم الوجه الصغير من أبرز سمات متلازمة بلوم، ويمكن ملاحظة حجم الوجه الصغير أثناء الحياة الرحمية، وعند الولادة يكون حديث الولادة المصاب قريبًا من ناحية الطول والوزن من المواليد المماثلين. والميزة الثانية الأكثر شيوعًا هي طفح جلدي على الوجه يتطور في وقت مبكر من الحياة فور التعرض لأشعة الشمس. يظهر الطفح الجلدي في الوجه على الخدين والأنف وحول الشفاه، ويوصف هذا الطفح بأنه حمامي (حمراء وملتهبة مع توسع أوعية دموية على سطح الجلد) قد يظهر الطفح الجلدي أيضًا على ظهر اليدين والرقبة، ويمكن أن يظهر في أي منطقة أخرى من الجلد معرضة للشمس. تتباين طرق وصف هذا الطفح الجلدي، إذ يكون موجودًا عند أغلبية مرضى متلازمة بلوم ولكن ليس شرطًا للتشخيص، ويكون عادة أقل حدة عند الإناث منه عند الذكور. بالإضافة لذلك يمكن أن تختفي حساسية الشمس في مرحلة البلوغ، وقد تحدث اضطرابات جلدية أخرى في سياق متلازمة بلوم مثل زيادة أو نقص تصبغ الجلد وبقع القهوة بالحليب وتوسع الشعيرات الدموية.
يكون مظهر الوجه مميزًا عند مرضى متلازمة بلوم يشمل وجهًا طويلًا ورفيعًا مع أنف بارز وخدين وأذن وفك أصغر مع صوت عالي النبرة وصرير أثناء التنفس.
تتظاهر متلازمة بلوم أيضًا بمجموعة متنوعة من الميزات الأخرى، فهناك مثلًا نقص معتدل في المناعة يتميز بنقص أنواع معينة من الغلوبولين المناعي وعيوب في انقسام الخلايا اللمفاوية التائية والبابية، ويُعتقد أن نقص المناعة هو المسؤول عن تكرار الالتهابات الرئوية والتهابات الأذن الوسطى عند المرضى المصابين بهذه المتلازمة، ويمكن أن يُظهر الأطفال اضطرابات معدية معوية متكررة مع قلس وقيء وإسهال وفقد شهية ملحوظ. تظهر أحيانًا اضطرابات في الغدد الصماء لا سيما اضطرابات استقلاب الكربوهيدرات ومقاومة الأنسولين وارتفاع معدل الإصابة بمرض السكري من النمط الثاني وفرط شحوم الدم وقصور غدة درقية. يعاني الأشخاص المصابون بمتلازمة بلوم من نقص الشحوم تحت الجلد، وانخفاض معدل الخصوبة بسبب فشل الذكور في إنتاج النطاف وانقطاع الطمث المبكر عند الإناث، وعلى الرغم من ذلك فإن العديد من النساء المصابات بمتلازمة بلوم قد أنجبن أطفالًا، وهناك تقرير واحد عن ذكر مصاب بمتلازمة بلوم أنجب أطفالًا.
يعد السرطان أخطر مضاعفات متلازمة بلوم وأكثرها شيوعًا، فمن بين 281 شخصًا أصيبوا بمتلازمة بلوم، أصيب 145 منهم بورم خبيث (51.6%)، وقد لُوحظ أن أنواع الأورام الخبيثة والمواقع التشريحية التي تتطور فيها تشبه الأورام الخبيثة التي تصيب عموم السكان، لكن العمر الذي تشخص فيه هذه السرطانات أبكر من الأشخاص الطبيعيين. يبلغ متوسط العمر المتوقع عند مرضى متلازمة بلوم حوالي 27 سنة، والسبب الأكثر شيوعًا للوفاة عندهم هو السرطان، ومن أشيع الأسباب الأخرى للوفاة الانسداد الرئوي المزمن ومرض السكري من النمط الثاني.

## الوبائيات
تعد متلازمة بلوم اضطرابًا نادرًا للغاية، ولم يحدد معدل حدوث المتلازمة بدقة. ومع ذلك فقد تبين أن هذه المتلازمة أكثر شيوعًا عند الأشخاص من أصول يهودية أشكنازية في أوروبا الوسطى والشرقية، إذ يعاني ما يقارب من 1 من كل 48000 يهودي أشكنازي من متلازمة بلوم، ويمثلون حوالي ثلث الأفراد المصابين بالمتلازمة في جميع أنحاء العالم.

### سجل متلازمة بلوم
يوثق سجل متلازمة بلوم 265 شخصًا تأكدت إصابتهم بهذا الاضطراب النادر حتى عام 2009، جمعت هذه الأسماء من أول حالة شُخصت في عام 1954، وكان الهدف الرئيسي لهذا التوثيق مراقبة احتمال التسرطن عند هؤلاء المرضى، والتي أظهرت أن 122 شخصًا منهم شخصت إصابتهم بالسرطان.

## العلاج
لا يوجد علاج شاف حاليا لمتلازمة بلوم، والتدخّل الطبي يكون وقائي أوليًا. والبالغون الذين يصابوا بمتلازمة بلوم يجب أن يكونوا أكثر حذرا من غيرهم في مراقبتهم للسرطان. يتفادى تعرّض شمس واستعمال sunscreens يمكن أن يساعد الأفراد يتفادون البعض من التغييرات الجلديّة ارتبطت بphotosensitivity. الجهود لتقليل التعرّض إلى mutagens بيئي معروف آخر يوصي أيضا.